# Neva
Râul Neva (în rusă Невa) este un râu din Rusia lung de 74 de kilometri, care izvorăște din lacul Ladoga (Ладожское Озеро), curge prin Istmul Karelia (Карельский Перешеек) și prin orașul Sankt Peterburg (Санкт Петербург), pentru a se vărsa în Golful Finic (Финский Залив).
La gura de vărsare s-a construit un dig de protecție care să apere orașul Sankt Peterburg de inundațiile datorate valurilor de furtună din Golful Finlandei. În ciuda lungimii sale modeste, Neva este  unul dintre cele mai importante râuri din punct de vedere al debitului la vărsare.
În Evul Mediu râul era parte a drumului comercial care lega ținuturile varegilor cu Grecia, partea nordică a drumului dintre Marea Baltică, porturile fluviale de-a lungul râului Volga și Imperiul Bizantin și Orient. Pe malurile sale s-a dat în 1240 o faimoasă bătălie.
În timpul secolului al XVI-lea, la vărsarea râului Neva era situată fortăreața suedeză Nyen. Această fortăreață a fost înlocuită de Petru cel Mare cu fortăreața Petru și Pavel (Петропавловская Крепость) în 1703. Aflată pe Insula Iepurelui (Заячий Остров), fortăreața este considerată prima structură a orașului modern din zilele noastre.
Grigori Rasputin s-a înecat în Neva în 1916.
Goeleta cu trei catarge Neva de sub comanda locotenent-comandorului Iuri Feodorovici Lisianski.
În poeziile lui Anna Ahmatova, imaginile râului Neva sunt des întălnite.

## Navigația

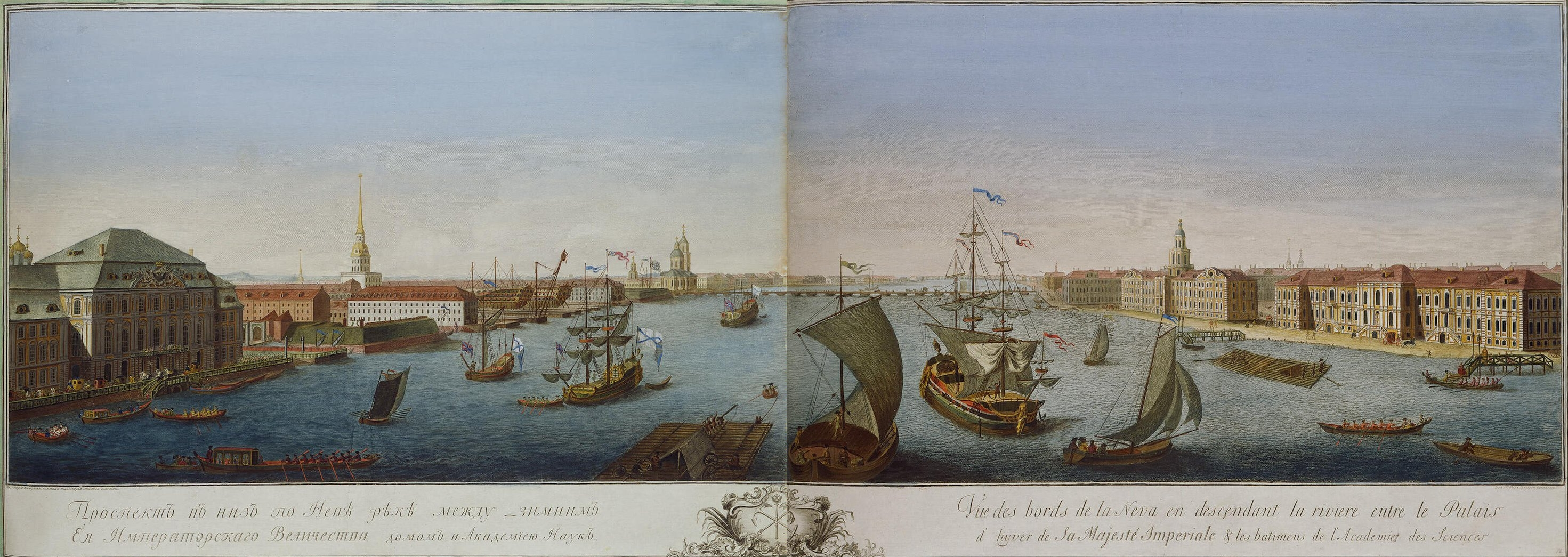
Raul Neva la St. Peterburg, 1753.

Neva este partea cea mai de nord-vest a Canalul navigabil Volga-Marea Baltică, care leagă râul Volga, Lacul Onega, Lacul Ladoga și Marea Baltică. Acest canal poate fi folosit de vase fluviale de mare capacitate, fiind o parte importantă a rutei navigabile care leagă Moscova de Sankt Peterburg. Pe această cale navigabilă călătoresc numeroase vase de pasageri.